# Nyírábrány
Nyírábrány es un pueblo húngaro perteneciente al distrito de Nyíradony, condado de Hajdú-Bihar.

## Superficie
Cuenta con una superficie de 55,59 km².

## Demografía
Hasta 2024 la población era de 3581 habitantes, con una densidad de población de 64,41 hab/km².
| Gráfica de evolución demográfica de Nyírábrány entre 2020 y 2024 |
|                                                                  |
| Datos según la Oficina Central de Estadística de Hungría.        |